# Puffin Browser
Puffin Browser（パフィンブラウザ）は、AndroidとiOS向けとして(Windowsはβ版)CloudMosaが開発しているウェブブラウザである。また、このブラウザはウェブページの読み込みパフォーマンスを向上させ、帯域幅の使用を減らすために、一部の処理がクラウドサーバーで実行される分割アーキテクチャを使用している。
Flashコンテンツを再生するために必要なAdobe Flash Playerが搭載されている。また、仮想トラックパッド、ゲームパッド、およびキーボード機能が付属されている。